# Sinophlaeoba
Sinophlaeoba is een geslacht van rechtvleugeligen uit de familie veldsprinkhanen (Acrididae). De wetenschappelijke naam van dit geslacht is voor het eerst geldig gepubliceerd in 2005 door Niu & Zheng.

## Soorten
Het geslacht Sinophlaeoba omvat de volgende soorten:
- Sinophlaeoba bannaensis Niu & Zheng, 2005
- Sinophlaeoba brachyptera Mao, Ou & Ren, 2008
- Sinophlaeoba laoyinshan Mao, Ou & Ren, 2008
- Sinophlaeoba zhengi Luo & Mao, 2011